# Дулгубны
Дулгубнии (лат. Dulgibini) или Дулгибины — германское племя, жившее между реками Эмсом и Липпой, по соседству с херусками к юго-востоку от фризов.
Упоминается только у Птолемея (II. 11, 9) и Тацита. «Ангривариев и хамавов сзади замыкают дулгубнии и хазуарии и другие племена, также ничем не обращающие на себя внимания, а спереди к ним примыкают фризы», - сообщает последний (Германия, 34).
Считается, что название этого племени Тацит передал в искажённом виде, Гримм установил его правильное написание как Dulgubnii. Мюлленгоф первоначально объяснял их имя как «vulneratores» (лат.), «причиняющие ущерб», но впоследствии склонился к толкованию «воинственные, сварливые».
Больше об этом племени ничего не известно.